# بيغي أشكروفت
بيغي أشكروفت (بالإنجليزية: Peggy Ashcroft)‏ (22 ديسمبر 1907 – 14 يونيو 1991)، ممثلة إنجليزية.

## فترة الطفولة
ولِدَت يوم 22 ديسمبر 1907 في مدينة كرويدون، بمقاطعة سري، وذهبت إلى مدرسة وودفورد بكرويدون، ثم حضرت في المدرسة المركزية للخطابة والدراما. وقد كانت أشكروفت ممثلة مسرحية إنتاجها غزير منذ الصغر، وفي البداية اكتسبت سمعةً سيئة عندما لعبت دور نعيمي في مسرحية اليهودي سوس عام 1929، ودور ديدمونة أمام بول روبسون الذي قام بدور عطيل بعدها بعامين، وأثناء هذه الفترة جمعت بينهما علاقة قصيرة.

## الحياة العملية
بزغت نجومية أشكروفت عام 1934 عنما لعبت دور جولييت في إنتاجٍ لمسرحية روميو وجولييت، على المسرح الحديث، والتي تبادل فيها لورنس أوليفييه وجون جلغد أدوار روميو وميركتيو. ولعبت بعد ذلك أشكروفت مع جلغد أدوار بياتريس وبينيديك في مسرحية جعجعة بلا طحن، والتي قاموا بأدائها معًا أكثر من مرة بما في ذلك مشاركتهم بها في لندن وفي جولة أوروبية بمسرح شكسبير التذكاري عام 1955 (وقامت أيضًا بأداء دور كورديليا بمسرحية شكسبير الملك لير أثناء هذه الجولة). عندما لعبت دور بياتريس أمام جلغد لأول مرة عام 1950، اكتشف أن أداءها يُعد «كشفًا - فهي فتاة شقية أو بالأحرى غير لبقة ويجمع بينها وبين بيي ليلي تشابهًا غريبًا»، بينما لاحظ بيتر هول حين كان شابًا صغيرًا في شخصيتها أن «هذا الاحتواء واللياقة الإنجليزية تتناقض بداخلها مع عاطفةٍ جامحة.» ظلت أشكروفت في قمة أدائها المسرحي البريطاني طوال رحلة عملها، وكان لها بريقٌ خاص في بعض الأدوار مثل أدائها في مسرحية الأخوات الثلاث (1937) لدور إيرينا، وكذلك مسرحيات الوريثة (1949)، وأنطونيو وكليوباترا (1953)، وكما تحبها وسيمبلين (حين قامت بدور ايموجين) (1957)، وترويض النمرة (1960)، وحرب الوردتين الذي قدمته شركة شكسبير الملكية وهو ملخص تاريخي ضخم لمسرحيات هنري السادس الثلاثة ومسرحية ريتشارد الثالث، والتي قام بإخراجها بيتر هول لصالح RSC عام 1963. وقد كان آخر ظهور لها مع شركة RSC في دور الكونتيسة روزيلون مع تريفور نان عام 1981 والأمور بخواتيمها والتي كما قال عنها الناقد برترام يونغ في جريدة فاينانشال تايمز «لها أداءٌ…مثالي»، وفي إعادة إحياء التاج الأجوف للأداء المهرجاني في مسرح البجعة في الثاني والعشرين من يونيو عام 1986.
نادرًا ما كانت تظهر أشكروفت في السينما والتليفزيون ولكن هذه المرات القلائل خلَّدت ذكراها فيها. وكان واحدًا من أول أدوارها السينيمائية الدور الصغير الذي لعبته وهو زوجة المزارع الصغير في نسخة روبرت دونات لفيلم الخطوات التسع والثلاثين للمخرج ألفريد هتشكوك.
وفي عام 1937، ظهرت أشكروفت في مقتطف لمدة ثلاثين دقيقة لمسرحية الليلة الثانية عشرة أو كما تشاء على خدمة تلفزيون هيئة الإذاعة البريطانية، إلى جانب جرير جارسون، وهي أول مرة معروفة تم فيها تمثيل إحدى مسرحيات شكسبير في التلفزيون.
كما قامت بأدوار صغيرة مساعدة في فيلم قصة الراهبة (1959) أمام أودري هيبورن، وفيلم جوزيف لوزي الحفل السري (1968) بطولة إليزابيث تايلور ومايا فارو)، وفيلم يوم الأحد الدامي الأحد (1971) الذي يضم بيتر فينش وغليندا جاكسون.
في السبعينيات، قامت ببطولة فيلم Der Fußgänger (بالإنجليزية: المشاة)، الفيلم الذي رُشِّح لـجائزة الأوسكار والحائز على غولدن غلوب، والذي حصل على أفضل فيلم أجنبي لعام 1974. وقام بإخراج هذا الفيلم المخرج والممثل الأسترالي ماكسيميليان شيل، وشارك في بطولته زملائها من أوائل الممثلين الدوليين على الشاشة مثل كاتي هاك، وليل داغوفير وفرانسوا روساي.
ربما كان أفضل دور سينمائي معروف جسدته هو قيامها بدور السيدة مور في فيلم ديفيد لين الطريق إلى الهند عام 1984 — وهو الدور الذي نالت بسببه جائزة الأوسكار لأفضل ممثلة مساعدة من ضمن العديد من الجوائز الأخرى، وتشمل جائزة الأكاديمية البريطانية لفنون الفيلم والتلفزيون وجائزة غولدن غلوب. لم تظهر أشكروفت شخصيًا في البث التليفزيوني لتسلم جائزة الأوسكار، لذلك تسلمت أنجيلا لانسبري الجائزة بالنيابة عنها.
وقد كان آخر دور سينمائي مسرحي قدمته أشكروفت في فيلم جون شليزنجر دور مدام سوساتزكا (1988) بطولة شيرلي ماكلين.
على شاشة التلفزيون، لعبت أشكروفت دور باربي باتشيلور في المسلسل البريطاني القصير الشهير عالميًا الجوهرة في التاج (1984), والذي من أجله نالت جائزة الأكاديمية البريطانية لفنون الفيلم والتلفزيون لأفضل ممثلة تلفزيونية وتم ترشيحها لنيل جائزة إيمي. وهناك أدوار تلفزيونية أخرى لا تُنسى وتشمل المسلسل القصير إدوارد والسيدة سيمبسون، ودراما ستيفن بولياكوف الخاصة يلقي القبض عليه في القطار  ونسخة جون لو كاريه من المسلسل جاسوس مثالي، والذي من أجله تلقت الترشيح الثاني لنيل جائزة إيمي.

## جوائز أخرى
حصلت أشكروفت في مايو عام 1986 على الدرجة الفخرية من الجامعة المفتوحة كحاصلة على الدكتوراه من الجامعة. [بحاجة لمصدر]

## مظاهر التكريم
تم تعيين أشكروفت قائدة لرتبة الإمبراطورية البريطانية (CBE) في عام 1951، ثم ارتفعت إلى رتبة السيدة القائد (DBE) في عام 1956.

## الحياة الشخصية
تزوجت ثلاث مرات، في المرة الأولى تزوجت من روبرت هارت ديفيز (ما بين عام 1929 وحتى عام 1933)، وفي المرة الثانية تزوجت من تيودور كوميسارجيفسكي (عام 1934) أما زوجها الثالث فكان جيريمي هاتشينسون، والذي تزوجته عام 1940 ثم حدث الطلاق بينهما عام 1965. وأنجبت بيغي من زوجها الثالث طفلين، ابن يُدعى نيكولاس، ولدته عام 1946  وابنة اسمها إليزا ولدتها عام 1941. وحفيدتها هي المغنية الفرنسية إميلي لويزا. [بحاجة لمصدر]
كانت أشكروفت مصدر الإلهام لشخصية جولي والترز التي تم تصويرها في فيلم دروس في القيادة، من تأليف وإخراج جيرمي بروك والذي عمِل مع أشكروفت لعقودٍ في السابق.

## الوفاة
توفيت بيغي أشكروفت إثر إصابتها بـسكتة دماغية في الرابع عشر من يونيو عام 1991، عن عمرٍ يناهز الثالثة والثمانين.

## الإرث
تم إحياء ذكراها بلوحةٍ تذكارية في ركن الشعراء، بـدير وستمنستر (مباشرةً فوق قبر زميل الدراسة في المدرسة المركزية للخطابة والدراما وصديقها لورنس أوليفييه وممثل القرن الثامن عشر ديفيد جاريك). يقع مسرح أشكروفت بداخل قاعات فيرفيلد في كرويدون بجنوب لندن. يحمل المسرح اسم السيدة بيغي أشكروفت ابنة مدينة كرويدون وهو مسرح ذو مقدم خشبة المسرح الحديث وصالة متدرجة كبيرة.

## الفيلموغرافيا (قائمة الأفلام)

### الفيلم
| السنة | العنوان                            | الدور                        | ملاحظات |
| ----- | ---------------------------------- | ---------------------------- | --- |
| 1933  | اليهودي التائه                     | أولالا كوينتانا              | |
| 1935  | الخطوات التسع والثلاثين            | مارغريت، زوجة المزارع الصغير | |
| 1941  | الزفاف الهادئ                      |                              | |
| 1959  | قصة الراهبة                        | الأم ماتيلد                  | رُشِّحت لنيل - جائزة الأكاديمية البريطانية لفنون الفيلم والتلفزيون لأفضل ممثلة في دور رئيسي |
| 1968  | الحفل السري                        | هانا                         | |
| 1969  | ثلاثة إلى اثنين لن يذهبوا          |                              | رُشِّحت لنيل - جائزة الأكاديمية البريطانية لفنون الفيلم والتلفزيون لأفضل ممثلة في دور مساعد |
| 1971  | يوم الأحد الدامي الأحد             | السيدة غريفيل                | |
| 1973  | المشاة (بالألمانية: Der Fußgänger) | السيدة غراي                  | |
| 1984  | الطريق إلى الهند                   | السيدة مور                   | جائزة الأوسكار لأفضل ممثلة مساعدة جائزة الأكاديمية البريطانية لفنون الفيلم والتلفزيون لأفضل ممثلة في دور رئيسي جائزة جمعية بوسطن للنقاد السينمائيين لأفضل ممثلة مساعدة جائزة غولدن غلوب لأفضل ممثلة مساعدة – سينما جائزة دائرة النقاد السينمائيين بكانساس سيتي لأفضل ممثلة مساعدة جائزة جمعية النقاد السينمائيين بلوس أنجلوس لأفضل ممثلة مساعدة جائزة المجلس القومي للمراجعة لأفضل ممثلة جائزة دائرة النقاد السينمائيين بنيويورك لأفضل ممثلة |
| 1986  | عندما تهب الرياح                   | هيلدا بلوجز (صوت)            | |
| 1988  | مدام سوساتزكا                      | السيدة إميلي                 | رُشِّحت لنيل - جائزة الأكاديمية البريطانية لفنون الفيلم والتلفزيون لأفضل ممثلة في دور مساعد |

### التلفاز
| السنة | العنوان                          | الدور                     | ملاحظات |
| ----- | -------------------------------- | ------------------------- | --- |
| 1937  | الليلة الثانية عشرة أو كما تشاء  |                           | |
| 1967  | مسرحية الأربعاء: أيام في الأشجار |                           | |
| 1971  | مسرحية الشهر: بستان الكرز        |                           | |
| 1978  | ضجة حول صور جورجي وبوني          |                           | رُشِّحت لنيل - جائزة تليفزيون الأكاديمية البريطانية لأفضل ممثلة (وأيضًا عن دورها في مسلسل إدوارد والسيدة سيمبسون |
| 1978  | إدوارد والسيدة سيمبسون           | الملكة ماري               | رُشِّحت لنيل - جائزة تليفزيون الأكاديمية البريطانية لأفضل ممثلة (وأيضًا عن دورها في ضجة حول صور جورجي وبوني |
| 1980  | قبض عليه في القطار               | فراو ميسنر (السيدة ميسنر) | |
| 1980  | "كريمة في قهوتي"                 |                           | جائزة تليفزيون الأكاديمية البريطانية لأفضل ممثلة (وأيضًا على بيت المسرح على BBC2) |
| 1980  | بيت المسرح على BBC2              |                           | جائزة تليفزيون الأكاديمية البريطانية لأفضل ممثلة (وأيضًا عن دورها في كريمة في قهوتي جائزة نقابة الصحافة الإذاعية لأفضل ممثلة |
| 1982  | مسرحية الشهر: إيولف الصغير       | زوجة الفأر                | |
| 1984  | الجوهرة في التاج                 | باربي باتشيلور            | جائزة تليفزيون الأكاديمية البريطانية لأفضل ممثلة رُشِّحت لنيل - جائزة غولدن غلوب لأفضل ممثلة - مسلسل قصير أو فيلم تلفزيوني رُشِّحت لنيل - جائزة إيمي الكبرى للممثلة الرئيسة المتميزة في مسلسل قصير أو فيلم                                                            |
| 1987  | جاسوس مثالي                      |                           | رُشِّحت لنيل - جائزة إيمي الكبرى للمثلة المساعدة المتميزة في مسلسل قصير أو فيلم |
| 1990  | "الشاشة الأولى"                  |                           | مهرجان البندقية السينمائي - جائزة سياك الذهبية لأفضل ممثلة مهرجان البندقية السينمائي - جائزة باسينيتي لأفضل ممثلة جائزة كأس فولبي لأفضل ممثلة رُشِّحت لنيل - جائزة تليفزيون الأكاديمية البريطانية لأفضل ممثلة رُشِّحت لنيل - جائزة نقابة الصحافة الإذاعية لأفضل ممثلة |
| 1991  | لقد كانت بعيدا                   | ليليان هاكل               | |

### الراديو
- دوقة مالفي برنامج على BBC3، عام (1954)
- مكبث برنامج على BBC3، عام (1966)

## وصلات خارجية
- بيغي أشكروفت على موقع IMDb (الإنجليزية)
- بيغي أشكروفت على موقع الموسوعة البريطانية (الإنجليزية)
- بيغي أشكروفت على موقع ألو سيني (الفرنسية)
- بيغي أشكروفت على موقع ميوزك برينز (الإنجليزية)
- بيغي أشكروفت على موقع تيرنر كلاسيك موفيز (الإنجليزية)
- بيغي أشكروفت على موقع أول موفي (الإنجليزية)
- بيغي أشكروفت على موقع قاعدة بيانات برودواي على الإنترنت (الإنجليزية)
- بيغي أشكروفت على موقع قاعدة بيانات الأفلام السويدية (السويدية)
- بيغي أشكروفت على موقع إن إن دي بي (الإنجليزية)
- بيغي أشكروفت على موقع قاعدة بيانات الفيلم (الإنجليزية)
- بيغي أشكروفت في موقع شاشة الإنترنت [الإنجليزية]‏ التابع لمعهد الفيلم البريطاني